# Bolitoglossa subpalmata
Bolitoglossa subpalmata là một loài kỳ giông thuộc họ Plethodontidae.
Đây là loài đặc hữu của Costa Rica.
Môi trường sống tự nhiên của chúng là vùng núi ẩm nhiệt đới hoặc cận nhiệt đới, vùng đồng cỏ, các đồn điền, vườn nông thôn, và rừng trước đây suy thoái nghiêm trọng.
Chúng hiện đang bị đe dọa vì mất môi trường sống.